# Gare de Coire
La gare de Coire (en allemand : Bahnhof Chur) est la gare ferroviaire principale de la ville de Coire, capitale du canton des Grisons, en Suisse. Elle offre la particularité d'intégrer le terminal d'une ligne à voie normale et le terminal d'un réseau à voie métrique. 
Mise en service en 1858, c'est une gare des Chemins de fer fédéraux suisses (CFF) et des Chemins de fer rhétiques (RhB).

## Situation ferroviaire
Établie à 593 mètres d'altitude, la gare de Coire est le terminus de la ligne de Sargans à Coire. 

## Histoire
Le premier train arrive à Coire le 30 juin 1858, lors de l'inauguration, par la Compagnie de l'Union-Suisse, de la section de Rheineck à Coire de la ligne de la vallée du Rhin. Elle est mise en service le 1er juillet 1858 et devient ainsi la gare terminus de la ligne à écartement normal de Rorschach à Coire. Le bâtiment voyageurs de style néo-renaissance est ouvert en 1878.
Les Chemins de fer rhétiques (RhB), mettent en service la ligne à voie métrique de Coire à Thusis le 1er juillet 1896 et le 29 août de la même année la ligne de Coire à Landquart.
La ligne à voie métrique de Coire à Arosa est mise en service le 12 décembre 1914 par la Compagnie du chemin de fer Coire-Arosa (ChA), qui est absorbée par les Chemins de fer rhétiques en 1942.
En 2000 a lieu un concours d'urbanisme et d'architecture pour résoudre les problèmes dus à l'augmentation de la fréquentation de la gare. La solution trouvée consiste à réaménager l'ensemble du site en intégrant l'ancien bâtiment voyageurs, restauré et réaffecté pour le commerce et la restauration, et de nouvelles infrastructures à l'architecture minimaliste.

## Service des voyageurs

### Accueil
Gare SBB CFF FFS, elle dispose d'un bâtiment voyageurs, avec guichets, ouvert tous les jours. Elle est équipée d'automates pour l'achat de titres de transports.

## Desserte

### CFF
| Origine | Arrêt précédent | Train | Arrêt suivant | Destination    |
| ------- | --------------- | ----- | ------------- | -------------- |
| Coire   | Terminus        | IC 3  | Landquart     | Zurich HB      |
| Coire   | Terminus        | IC 3  | Landquart     | Bâle CFF       |
| Coire   | Terminus        | ICE   | Landquart     | Hamburg-Altona |
| Coire   | Terminus        | RE    | Landquart     | Wil SG         |
| Coire   | Terminus        | S12   | Landquart     | Sargans        |

### RhB
| Origine         | Arrêt précédent | Train | Arrêt suivant   | Destination  |
| --------------- | --------------- | ----- | --------------- | ------------ |
| St. Moritz      | Thusis          | GEX   | Disentis/Mustér | Zermatt      |
| Zermatt         | Disentis/Mustér | GEX   | Thusis          | St. Moritz   |
| Coire           | Terminus        | RE    | Domat/Ems       | St. Moritz   |
| Disentis/Mustér | Chur West       | RE    | Chur Wiesental  | Scuol-Tarasp |
| Coire           | Terminus        | R     | Chur Stadt      | Arosa        |
| Schiers         | Chur Wiesental  | S1    | Chur West       | Rhäzüns      |